# Nuke (Musikfestival)

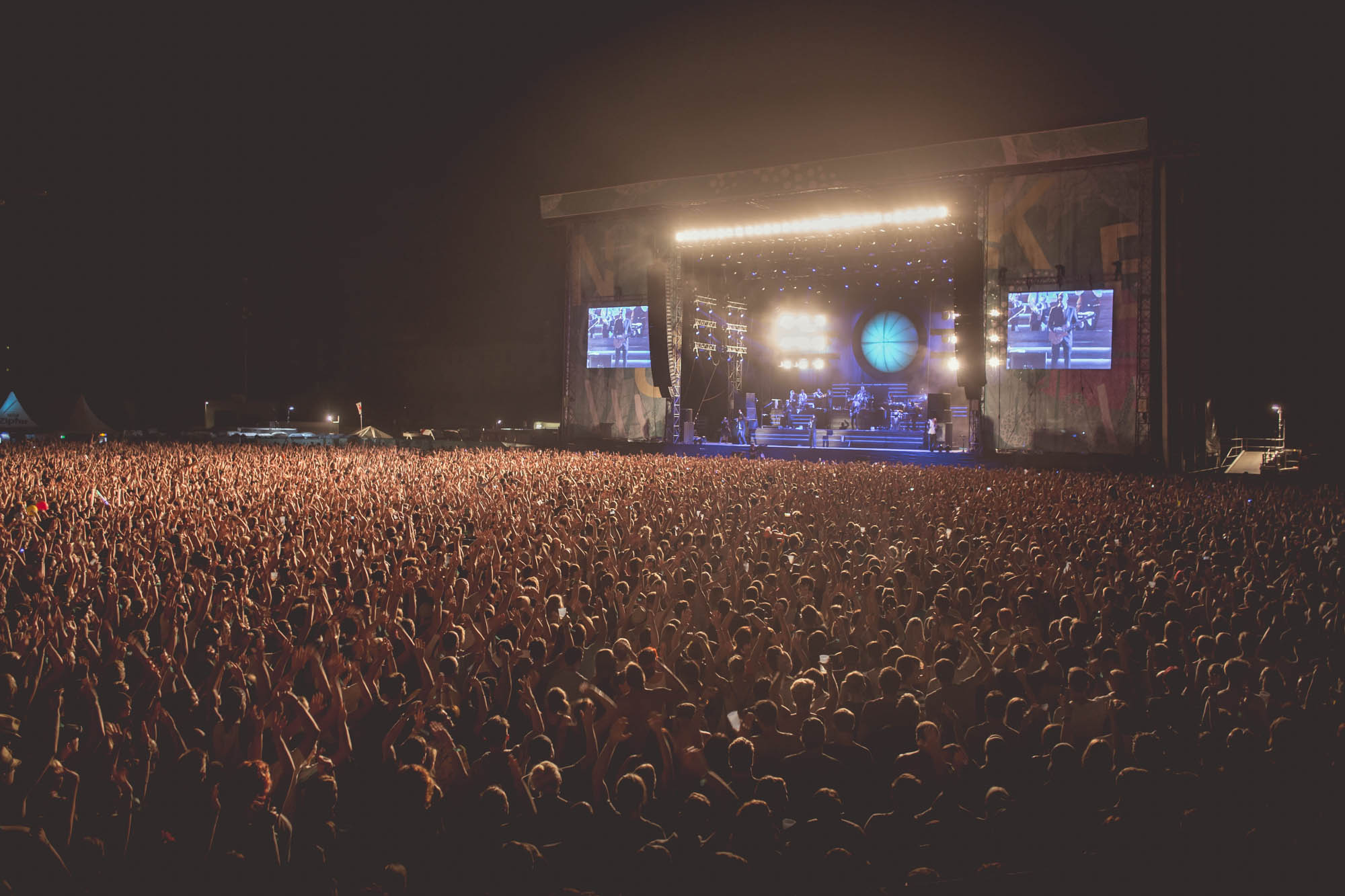
Nuke Festival 2015

Das Nuke Festival war ein österreichisches Musikfestival. Von 1999 bis 2009 wurde es von den Konzertagenturen Musicnet und Novamusic (Nova Rock, Frequency) veranstaltet; nach einer mehrjährigen Unterbrechung gab es im Jahre 2015 eine einmalige Neuauflage durch die Musikagentur Arcadia in Graz.
Die erste Ausgabe fand vor 3.000 Besuchern auf dem Gelände des nie in Betrieb gegangenen Kernkraftwerks Zwentendorf – woher sich auch der Name herleitet – statt und dauerte 14 Stunden. Ab 2003 gab es mehrere Ortswechsel.
Die musikalische Bandbreite des Festivals sollte durch eine vielfältige Einladungspolitik gesichert werden. So waren 2005 beispielsweise Coldplay, Seeed und Kosheen unter den Künstlern. Es konnten damals bereits 20.000 Besucher gezählt werden.
2006 traten unter anderem die Pixies, Manu Chao, The Strokes, The Streets, die Stereo MCs und Patrice auf. Ein neuer Rekordwert von knapp 30.000 Besuchern war zu konstatieren.
Auch 2007 fand das NUKE-Festival am 13. und 14. Juli am Gelände des VAZ St. Pölten statt. Es wurde ein neuer Besucherrekord von 35.000 Besuchern gezählt. Es traten unter anderen Die fantastischen Vier und Silbermond auf.
2008 konnten um die 30.000 Fans nach St. Pölten gelockt werden, um unter anderen die Söhne Mannheims, Lenny Kravitz, Fettes Brot und The Chemical Brothers zu sehen.
2009 fand das Nuke am Festival Gelände in Wiesen (Burgenland) statt, wo u. a. auch das Two Days a Week und das Urban Art Forms Festival ihren Veranstaltungsort finden.
Von 2010 bis 2014 fand kein Nuke Festival statt. 2015 fand eine Neuauflage als Eintages-Festival in Graz mit unter anderem Seeed, Cro und Bilderbuch statt. 2016 wurde die angekündigte Wiederholung kurzfristig abgesagt.

## Line-Ups

### 2000
(Kernkraftwerk Zwentendorf)
Schönheitsfehler, Jugendstil, Heinz aus Wien, Stecklinge, Donots, Sportfreunde Stiller

### 2001
(Kernkraftwerk Zwentendorf)
Bauchklang, 2raumwohnung, Heinz aus Wien

### 2002
(Kernkraftwerk Zwentendorf)
Donots, Sportfreunde Stiller, Liquido, Heinz aus Wien, Clawfinger, Cheek Dakota, Basement 6, Wedekind, Super City Sound System,

### 2003
(Hofstetten-Grünau)
ASD, Tocotronic, Zwan, (Sportfreunde Stiller abgesagt, Ersatz: Heinz aus Wien), Gentleman, Sneaker Pimps, Die Sterne, Fu Manchu, Such a Surge, Jimi Tenor, Kante, Stereo Total, Jugendstil, Petsch Moser, Curbs, Das Pop, Virginia Jetzt

### 2005
(Hofstetten-Grünau)
Lauryn Hill, Jamiroquai, Seeed, Kosheen, Coldplay, Richard Ashcroft, Söhne Mannheims, Juli, Patrice, MIA., Jimmy Cliff, Adam Green, Zwan, Stereo MCs, Saul Williams

### 2006
(VAZ St. Pölten)
| MOON Stage 13. Juli                        |
| ------------------------------------------ |
| 17:00 – 17:40 – The Beautiful Kantine Band |
| 18:00 – 18:55 – The Frames                 |
| 19:15 – 20:00 – The Kooks                  |
| 20:30 – 21:45 – Adam Green                 |
| 22:15 – 23:30 – The Strokes                |

| SUN Stage 14. Juli               |
| -------------------------------- |
| 12:00 – 12:40 – Nneka            |
| 13:05 – 13:35 – Clueso           |
| 14:15 – 15:30 – Jestofunk        |
| 16:00 – 17:15 – Mousse T. & Band |
| 17:45 – 19:00 – Orishas          |
| 19:30 – 20:50 – The Streets      |
| 21:20 – 22:35 – Kosheen          |
| 23:05 – 00:35 – Jovanotti        |

| MOON Stage 14. Juli          |
| ---------------------------- |
| 17:00 – 17:50 – Martin Jondo |
| 18:20 – 19:20 – Ohrbooten    |
| 19:50 – 21:00 – Third World  |
| 21:30 – 22:45 – Jan Delay    |
| 23:15 – 00:30 – Capleton     |
| 00:45 – 03:45 – Kosheen Dj´s |
| 03:45 – 05:00 – DJ Meph      |

| SUN Stage 15. Juli               |
| -------------------------------- |
| 12:00 – 12:40 – Groove Guerillas |
| 13:05 – 13:45 – Infadels         |
| 14:10 – 15:10 – The Cat Empire   |
| 15:40 – 16:50 – Culcha Candela   |
| 17:20 – 18:35 – Patrice          |
| 19:05 – 20:20 – Gentleman        |
| 20:50 – 22:05 – Pixies           |
| 22:35 – 00:35 – Manu Chao        |

| MOON Stage 15. Juli             |
| ------------------------------- |
| 17:00 – 17:50 – Hörspielcrew    |
| 18:20 – 19:20 – Ky-mani Marley  |
| 19:50 – 21:00 – Mo Horizons     |
| 21:30 – 22:45 – Mattafix        |
| 23:15 – 00:30 – Stereo MCs      |
| 00:45 – 03:45 – Turntablerocker |
| 03:45 – 05:00 – DJ Meph         |

### 2007
(VAZ St. Pölten)
| SUN Stage 13. Juli                       |
| ---------------------------------------- |
| 12:15 – 12:55 – Babylon Circus           |
| 13:20 – 14:05 – Otentikk Street Brothers |
| 14:30 – 15:30 – Attwenger                |
| 16:00 – 17:15 – Kosheen                  |
| 17:45 – 19:00 – Calexico                 |
| 19:30 – 20:45 – Silbermond               |
| 21:25 – 22:40 – The Prodigy              |
| 23:20 – 00:50 – Die Fantastischen Vier   |

| MOON Stage 13. Juli                    |
| -------------------------------------- |
| 16:00 – 16:50 – B Seiten Sound         |
| 17:15 – 18:15 – Tanya Stephens         |
| 18:45 – 19:55 – Fantan Mojah & Perfect |
| 20:25 – 21:40 – Junior Kelly           |
| 22:10 – 23:25 – Bauchklang             |
| 23:55 – 01:25 – Anthony B.             |

| SUN Stage 14. Juli                    |
| ------------------------------------- |
| 12:15 – 12:55 – Sonic Junior          |
| 13:20 – 14:05 – Jahcoustix            |
| 14:30 – 15:35 – Donavon Frankenreiter |
| 16:05 – 17:20 – Beenie Man            |
| 17:50 – 19:10 – Alpha Blondy          |
| 19:40 – 21:00 – The Roots             |
| 21:30 – 22:50 – Wir sind Helden       |
| 23:20 – 00:50 – Beastie Boys          |

| MOON Stage 14. Juli             |
| ------------------------------- |
| 16:00 – 17:00 – Tinariwen       |
| 17:25 – 18:25 – Senor Coconut   |
| 18:55 – 20:05 – Lambchop        |
| 20:35 – 21:50 – Amadou & Mariam |
| 22:20 – 23:35 – Joy Denalane    |
| 00:05 – 01:35 – Freundeskreis   |

### 2008
(VAZ St. Pölten)
Quelle:
| SUN Stage 18. Juli            |
| ----------------------------- |
| 13:00 – The Beautiful Girls   |
| 14:15 – The Heavy             |
| 15:40 – Galactic              |
| 17:25 – Orishas               |
| 19:15 – Stereo MCs            |
| 21:10 – Fettes Brot           |
| 23:15 – The Chemical Brothers |

| MOON Stage 18. Juli                 |
| ----------------------------------- |
| 16:00 – Pete Philly & Perquisite    |
| 17:05 – Mono & Nikitaman            |
| 18:25 – Alborosie & Shang Yeng Clan |
| 19:55 – Collie Buddz                |
| 21:30 – Ward 21 feat. Tifa          |
| 23:10 – Culcha Candela              |
| 01:00 – After Show Party            |

| SUN Stage 19. Juli      |
| ----------------------- |
| 13:00 – Les Babacools   |
| 14:15 – Xavier Rudd     |
| 15:40 – Eddy Grant      |
| 17:25 – Morcheeba       |
| 19:15 – Gentleman       |
| 21:10 – Söhne Mannheims |
| 23:15 – Lenny Kravitz   |

| MOON Stage 19. Juli         |
| --------------------------- |
| 16:00 – Positivo Moçambique |
| 17:05 – Iriepathie          |
| 18:25 – Tosh meets Marley   |
| 19:55 – Rodney Hunter       |
| 21:30 – Clueso & Band       |
| 23:10 – Nightmares on Wax   |
| 01:00 – After Show Party    |

### 2009
(Wiesen)
Quelle:
| 17. Juli                       |
| ------------------------------ |
| 12:00 – DJ Scott               |
| 13:25 – Ohrbooten              |
| 14:40 – Roy Paci               |
| 16:10 – A Fine Frenzy          |
| 17:40 – Calexico               |
| 19:25 – Basement Jaxx          |
| 21:10 – Jan Delay & Disko No.1 |
| 23:00 – Moby                   |

| 18. Juli                |
| ----------------------- |
| 12:00 – DJ Levi         |
| 13:20 – Blue King Brown |
| 14:35 – Keziah Jones    |
| 16:05 – Patrice         |
| 17:45 – The Cat Empire  |
| 19:25 – James Morrison  |
| 21:10 – 2raumwohnung    |
| 23:00 – Joss Stone      |